# Crassula qoatlhambensis
Crassula qoatlhambensis (лат.) — вид суккулентных растений рода Толстянка (Crassula) семейства Толстянковые (Crassulaceae), естественно произрастающий на территории Лесото.

## Название
Родовое латинское название Crassula происходит от латинского слова crassus, — «толстый», в основном из-за присутствия у растений этого рода сочных листьев.
Латинский видовой эпитет qoatlhambensis происходит от названия горного хребта Qoatlhamba, расположенного в Восточном Лесото, где произрастает это растение. Некоторые источники указывают, что этот хребет также известен как Драконовые горы.

## Ботаническое описание
Полегающий голый однолетник. Ветки имеют длину 4,5 см и диаметр 2,5 мм, происходят от центральных стержневых корней. Листья имеют размер 5 мм х 2,5 мм, изменчивы по форме (от эллиптических до продолговатых) и цвету (от зеленого до красноватого), с рядами мелких сосочков; верхняя сторона листа плоская, а нижняя выпуклая, кончик может быть как острым, так и тупым.
Соцветия представлены редуцированными тирсами с небольшим количеством дихазиями. Цветки 5-члененные, расположены на цветоножке. Чашелистики могут достигать до 4 мм в длину, они могут быть от ланцетных до продолговатых, с мелкими сосочками, и их кончики могут быть как тупыми, так и острыми. Венчик чашевидный, белый, с диаметром до 10 мм, его лопасти достигают до 5 мм в ширину, имеют широкояйцевидную форму, острые и раскидистые. Пыльники желтые.

## Таксономия
Crassula qoatlhambensis Hargr., первое упоминание в Excelsa 15: 85 (1991 publ. 1992).